# 新羅馬尼夫卡 (茲納緬卡區)
48°37′21″N 32°35′4″E / 48.62250°N 32.58444°E
新羅馬尼夫卡（烏克蘭語：Новороманівка），是烏克蘭中部的村莊，隸屬基洛夫格勒州的克羅皮夫尼茨基區。該村始建於1783年，面積1.11平方公里，海拔高度158米，2001年人口343，人口密度每平方公里309.3人。